# Prionus insularis
Prionus insularis — вид усачей из подсемейства прионин.

## Распространение
Распространён в южной части Хабаровского края, Амурской области, Сахалинской области, в Приморском крае и на южных Курильских островах (Кунашир), а также встречается в Японии, полуострове Корея и на северо-востоке Китая.

## Описание
Жук длиной от 23 до 48 миллиметров. Усики 12-сегментные; начиная с третьего сегмента у самцов и с седьмого у самок усики пиловидные. Надкрылья широкие, их вершины с тонко игловидно оттянутым внутренним и закруглённым наружным углами.

## Экология
Жизненный цикл длится три года. Жуков можно встретить с июля по август. Личинки заселяют корни усохших деревьев, таких как дуб (Quercus), клён (Acer) и вяз (Ulmus); развиваются под корой и в древесине. Окукливаются в почве после третьей зимовки.

## Подвиды
В виде выделяют три подвида:
- Prionus insularis insularis Motschulsky, 1857
- Prionus insularis tetanicus Pascoe, 1867
- Prionus insularis yakushimanus Ohbayashi, 1964